# Synnomos vesta
Synnomos vesta är en fjärilsart som beskrevs av Druce 1898. Synnomos vesta ingår i släktet Synnomos och familjen mätare. Inga underarter finns listade i Catalogue of Life.